# クラックス (商業施設)
クラックス（kurax）は、宮城県仙台市青葉区一番町にある商業施設。三菱地所グループが保有・運営する。

## 概要
ひらつか（パン屋）跡地に建設された、サンモール一番町と青葉通りとの交差点北西部に建つ、地上7階/地下1階建の商業ビル。三菱地所資産開発事業本部が東京以外で手掛けた第1号のプロジェクト。
大きな塩蔵が存在したという場所（kura）と、無限性や交わり・交差点を表す「x」から、「クラックス（kurax）」と命名され、蔵をイメージした外観となっている。
GAPの仙台市1号店が中核店舗として入居していたが、2019年12月15日に閉店している。

## 沿革
- 2004年（平成16年）
  - 3月1日 - 仙台一番町ビル（仮称）として着工[3]。
  - 11月16日 - 正式名称が決定[1]。
- 2005年（平成17年）2月25日 - 開業。

## 主なテナント
- モンクレール - 2021年8月新規開店[4]。
- キムカツ - 仙台市初出店。

## アクセス
- 仙台市地下鉄東西線 青葉通一番町駅より徒歩1分